# Marie Krogh
Birthe Marie Krogh (Vosegaard, 25 dicembre 1874 – 26 marzo 1943) è stata una fisiologa e medico danese.
Nacque nella parrocchia di Husby, nell'Odense è stata una fisiologa e medico danese. Frequentando il laboratorio del fisiologo Christian Bohr conobbe il futuro vincitore del premio Nobel August Krogh, che sposò il 24 marzo 1905.
Marie Krogh si diplomò nel 1901 al ginnasio N. Zahles School, si laureò in medicina nel 1907 e fu dottore di ricerca nel 1914. Collaborò agli studi di suo marito sulle funzioni dei capillari e partecipò nel 1908 alla spedizione in Groenlandia per studiare l'alimentazione ed il metabolismo degli eschimesi. Condusse anche studi sulla circolazione polmonare e sul metabolismo e la fisiologia della tiroide. In particolare, le viene riconosciuto il merito di avere messo a punto il test della diffusione del monossido di carbonio col metodo del respiro singolo, che consentì di dirimere un'antica diatriba fra sostenitori della secrezione e della diffusione del polmone negli alveoli a favore di questa seconda spiegazione, contribuendo al premio Nobel vinto dal marito nel 1920. Il test della diffusione del CO cui dette un fondamentale contributo è oggi un esame largamente utilizzato nella pratica clinica clinica.
A partire dal 1915 insegnò alla Statens Lærerhøjskole dapprima fisiologia e poi scienza dell'alimentazione. Ricevette nel 1930 il premio Tagea Brand e fu membra dell'Akademiet for de Tekniske Videnskabe (Accademia delle Scienze Tecniche) dal 1939.